# Castell (nàutica)

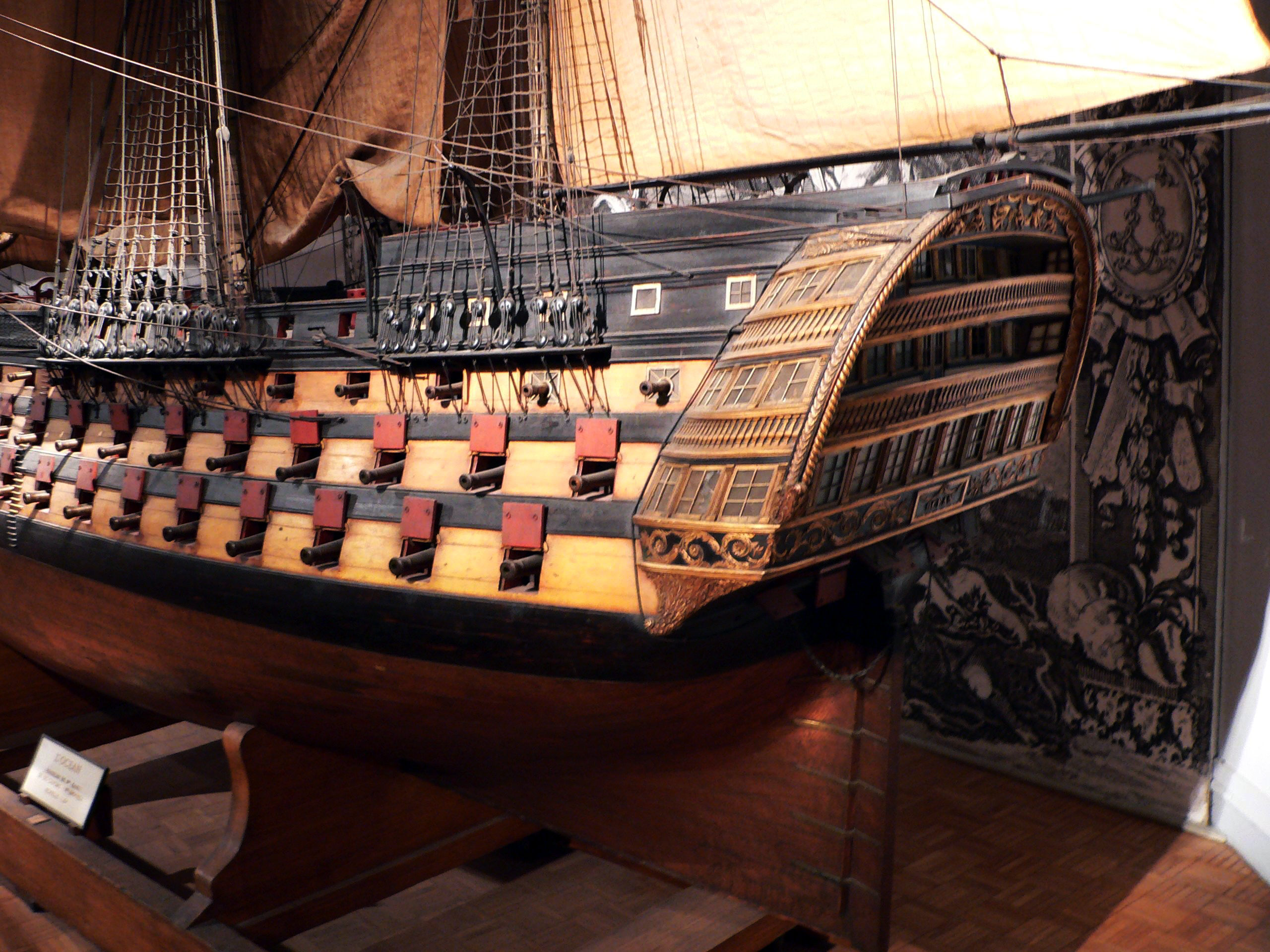
Castell de popa d'un navili de tres cobertes.

El castell és una superestructura d'alguns vaixells que consisteix en una coberta situada per damunt de la coberta superior i compresa entre la proa i el trinquet, aproximadament, o entre el pal de messana i la popa. De manera general, el terme «castell» fa referència a aquesta superestructura de proa, però de vegades cal diferenciar entre el castell de proa i el castell de popa, superestructura semblant situada aproximadament entre la popa i el pal de messana.
El castell de proa apareix en els velers de l'antiguitat. Durant l'edat mitjana, els velers més grossos (Caravel·la i Carraca) normalment tenien un castell prominent a proa per facilitar els abordatges.
Quan al segle xvi apareixen els galions, el disseny del castell de proa es redueix i retrocedeix una mica. D'aquesta manera la proa és més lleugera i facilita la maniobrabilitat de la nau.
A mesura que l'artilleria és cada cop més poderosa el castell es va reduint. Per això als velers del segle xvii i xviii el castell és gairebé inexistent.